# Seznam francoskih matematikov
Seznam francoskih matematikov.

## A
- Jean le Rond d'Alembert (1717 – 1783)
- André-Marie Ampère (1775 – 1836)
- Roger Apéry (1916 – 1994)
- Louis François Antoine Arbogast (1759 – 1803)
- Jean-Robert Argand (1768 – 1822)

## B
- Jacques Babinet (1794 – 1872)
- René-Louis Baire (1874 – 1932)
- Jean Sylvain Bailly
- Joseph-Émile Barbier (1839 – 1889)
- Claude Berge (1926 – 2002)
- Nicole Berline (1944 –)
- Joseph Louis François Bertrand (1822 – 1900)
- Étienne Bézout (1730 – 1783)
- Jacques Philippe Marie Binet (1786 – 1856)
- Jean-Baptiste Biot (1774 – 1862)
- Jean-Charles de Borda (1733 – 1799)
- Émile Borel (1871 – 1956)
- Pierre Bouguer (1698 – 1758)
- Jean Claude Bouquet (1819 – 1895)
- Nicolas Bourbaki (skupinski psevdonim)
- Joseph Valentin Boussinesq (1842 – 1929)
- Pierre Léon Boutroux (1880 – 1922)
- Emmanuel Breuillard (1977 –)
- Charles Julien Brianchon (1783 – 1864)
- Charles Auguste Briot (1817 – 1882)

## C
- Eugène Cahen (1865 – 1941)
- Lazare Nicolas Marguerite Carnot (1753 – 1823)
- Nicolas Léonard Sadi Carnot (1796 – 1832)
- Élie Joseph Cartan (1869 – 1951)
- Henri (Paul) Cartan (1904 – 2008) (104 leta)
- Augustin Louis Cauchy (1789 – 1857)
- Michel Chasles (1793 – 1880)
- Émilie du Châtelet (1706 – 1749)
- Alexis Claude Clairaut (1713 – 1765)
- Marquis de Condorcet (1743 – 1794)
- Alain Connes (1947 –)
- Gaspard-Gustave Coriolis (1792 – 1843)
- Charles Augustin de Coulomb (1736 – 1806)
- Antoine Augustin Cournot (1801 – 1877)

## D
- Jean Gaston Darboux (1842 – 1917)
- Jean Baptiste Joseph Delambre (1749 – 1822)
- Charles-Eugène Delaunay (1816 – 1872)
- Pierre Deligne (1944 –)
- Arnaud Denjoy (1884 – 1974)
- Girard Desargues (1591 – 1661)
- Michel Deza (1939 – 2016) (rusko-francoski)
- Jacques Dixmier (1924 –)
- Michel Duflo (1943 –)
- Jean Marie Constant Duhamel (1797 – 1872)
- Pierre Duhem (1861 – 1916)
- Pierre Charles François Dupin (1784 – 1873)

## E
- Ernest Benjamin Esclangon (1876 – 1954)

## F
- Jean Favard (1902 – 1965)
- Pierre de Fermat (1601 – 1665)
- Joseph Fourier (1768 – 1830)
- Maurice René Fréchet (1878 – 1973)
- Jean Frédéric Frenet (1816 – 1900)
- Bernard Frénicle de Bessy (okoli 1605 – 1675)
- Amédée-François Frézier (1682 – 1773)

## G
- Évariste Galois (1811 – 1832)
- Pierre Gassendi (1592 – 1655)
- Yves Gentilhomme (1920 – 2016) (jezikoslovec)
- Gerbert d'Aurillac (~938 – 1003)
- Sophie Germain (1776 – 1831)
- Camille-Christophe Gerono (1799 – 1891)
- Roger Godement (1921 – 2016)
- Édouard Goursat (1858 – 1936)
- Alexander Grothendieck (1928 – 2014) (nemško-fr.)
- Mihail Leonidovič Gromov /Mikhaïl Gromov (1943 –) (rusko-franc.)

## H
- Jacques Salomon Hadamard (1865 – 1963)
- Michel Hénon (1931 – 2013)
- Charles Hermite (1822 – 1901)
- Gustave-Adolphe Hirn (1815 – 1890)
- Alexis Hocquenghem (1908 – 1990)
- Guillaume de l'Hôpital (1661 – 1704)
- Georges Hostelet (1875 – 1960)
- Cyril Houdayer
- Gérard Huet (1947 –) (tudi jezikoslovec in računalničar)
- Pierre Henri Hugoniot (1851 – 1887)

## J
- Marie Ennemond Camille Jordan (1838 – 1922)
- Gaston Maurice Julia (1893 – 1978)

## K
- Christian Kramp (1760 – 1826)

## L
- Charles Marie de La Condamine (1701 – 1774)
- Joseph-Louis de Lagrange (1736 – 1813)
- Philippe de La Hire (1640 – 1718)
- Antoine de Laloubère (1600 – 1664)
- Joseph Jérôme Lefrançois de Lalande (1732 – 1807)
- Serge Lang (1927 – 2005)
- Pierre-Simon Laplace (1749 – 1827)
- Pierre Alphonse Laurent (1813 – 1854)
- Henri Léon Lebesgue (1875 – 1941)
- Adrien-Marie Legendre (1752 – 1833)
- Pierre Lemonnier (1675 – 1757)
- Édouard Le Roy (1870 – 1954)
- Urbain-Jean Joseph Le Verrier (1811 – 1877)
- Maurice Lévy (1838 – 1910)
- Paul Pierre Lévy (1886 – 1971)
- Tony Lévy (1943 –)
- Simon L'Huilier (1750 – 1840)
- Jacques-Louis Lions (1928 – 2001)
- Pierre-Louis Lions (1956 –)  1994
- Joseph Liouville (1809 – 1882)
- Jules Antoine Lissajous (1822 – 1880)
- François Édouard Anatole Lucas (1842 – 1891)

## M
- Jean-Jacques Dortous de Mairan (1678 – 1771)
- Étienne Louis Malus (1775 – 1812)
- Benoît Mandelbrot (1924 – 2010)
- Pierre-Louis Moreau de Maupertuis (1698 – 1759)
- Claude-Louis Mathieu (1783 – 1875)
- Émile Léonard Mathieu (1835 – 1890)
- Marin Mersenne (1588 – 1648)
- Abraham de Moivre (1667 – 1754)
- Gaspard Monge (1746 – 1818)
- Bernard Morin (1931 – 2018)
- Jean de Muris (1290 – 1351)

## O
- Philbert Maurice d'Ocagne (1862-1938)
- Nicole Oresme (1323 – 1382)
- Jacques Ozanam (1640 – 1717)

## P
- Henri Eugène Padé (1863 – 1953)
- Paul Painlevé (1863 – 1933)
- Denis Papin (1647 – 1712)
- Blaise Pascal (1623 – 1662)
- Étienne Pascal (1588 – 1651)
- Joseph Jean Camille Pérès (1890 – 1962)
- Charles Émile Picard (1856 – 1941)
- Luc Picart (1867 – 1956)
- Charles Pisot (1910 – 1984)
- Henri Poincaré (1854 – 1912)
- Louis Poinsot (1777 – 1859)
- Siméon-Denis Poisson (1781 – 1840)
- Jean-Victor Poncelet (1788 – 1867)
- Gaspard de Prony (1755 – 1839)
- Victor Alexandre Puiseux (1820 – 1883)

## R
- Petrus Ramus (1515 – 1572)
- Gilles de Roberval (1602 – 1675)
- Édouard Albert Roche (1820 – 1883)
- Michel Rolle (1652 – 1719)

## S
- Nicolas Sarrabat (1698 – 1739)
- Philippe Satge (???? – ????)
- Laurent Schwartz (1915 – 2002)
- Jean-Pierre Serre (1926 –)
- Joseph-Alfred Serret (1819 – 1885)
- Christophe Soulé (1951 –)
- Jacques Charles François Sturm (1803 – 1855)

## T
- Jules Tannery (1848 – 1910)
- Paul Tannery (1843 – 1904)
- Gérald Tenenbaum (1952 –)
- René Thom (1923 – 2002)

## V
- Pierre Varignon (1645 – 1722)
- Michèle Vergne (1943 –)
- François Viète (1540 – 1603)
- Cédric Villani (1973 – )  2010
- Yvon Villarceau (1813 – 1883)
- Jean-André Ville (1910 – 1989)

## W
- André Weil (1906 – 1998)
- Wendelin Werner (1968 –)

## Y
- Jean-Christophe Yoccoz  (1957 – 2016)

## Z
- Paul Zimmermann (1964 –)